# John White (pioniere)
John White (Londra, 1540 circa – Contea di Cork, 1593 circa) è stato un artista britannico, pioniere nel Nuovo Mondo. Nel 1585 fu inviato da Sir Walter Raleigh insieme ad un gruppo di inglesi nell'attuale Virginia per fondare una colonia.
Tra gli incarichi di White vi era quello di creare attraverso i suoi dipinti una testimonianza di ogni cosa che poteva essere sconosciuta in Inghilterra a quell'epoca, incluse piante, animali e soprattutto abitanti del luogo, con particolare attenzione agli abiti, alle armi, agli utensili e alle cerimonie.
I suoi straordinari acquerelli danno un'idea di come fosse affascinante quello "strano Nuovo Mondo", come venne definito da White stesso, testimone oculare di uno stile di vita che sarebbe presto svanito.
Sua nipote, Virginia Dare, fu il primo neonato inglese a nascere nelle Americhe, purtroppo la bambina scomparve nel 1590 assieme a tutti gli abitanti della Colonia di Roanoke.

## Galleria d'immagini

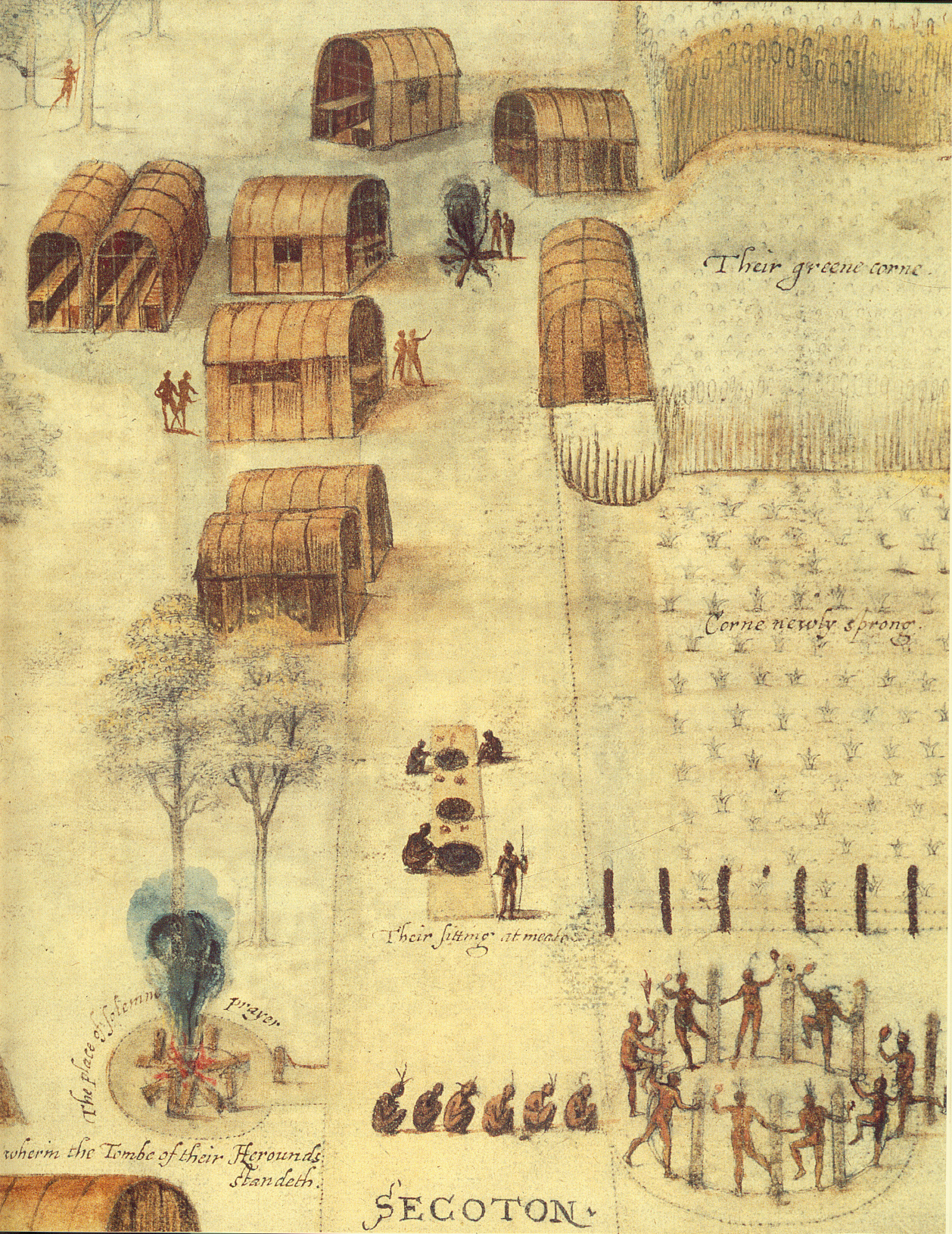
watercolour painted by John White
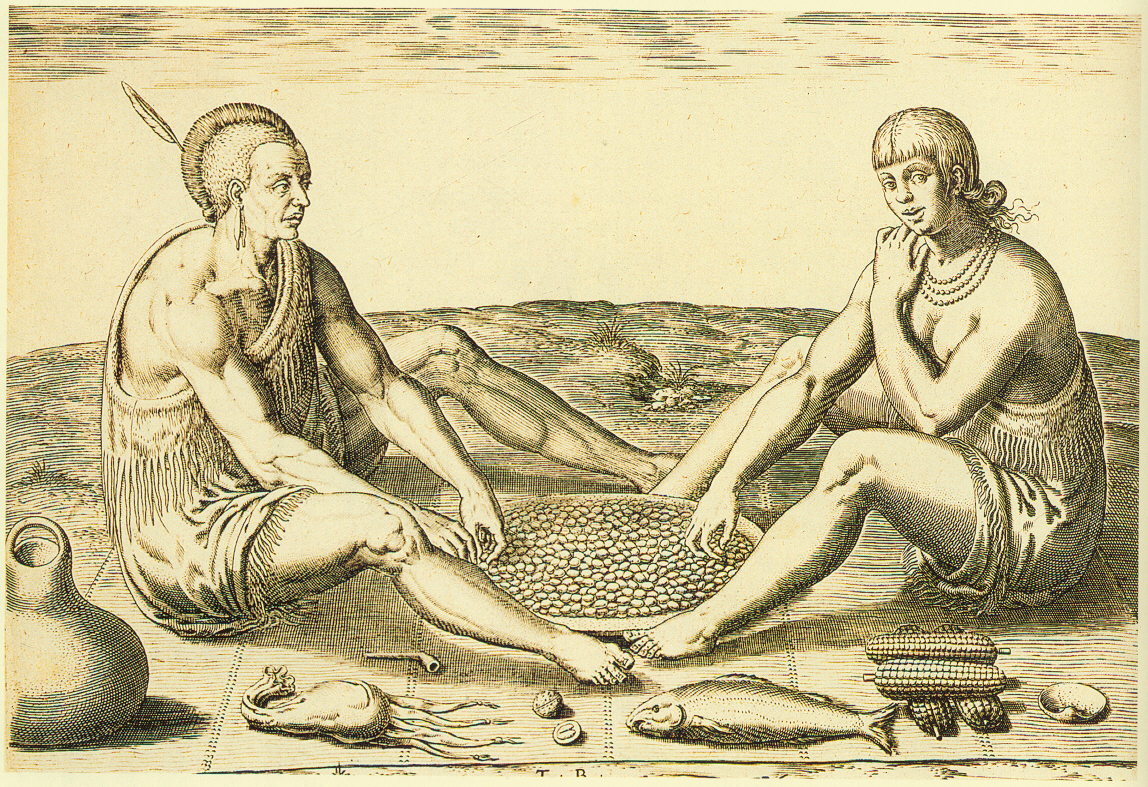
Engraving by Theodor de Bry after a watercolour painted by John White
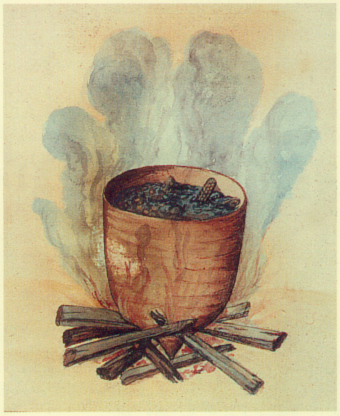
Clay pot of North Carolina Algonquins used for boiling.
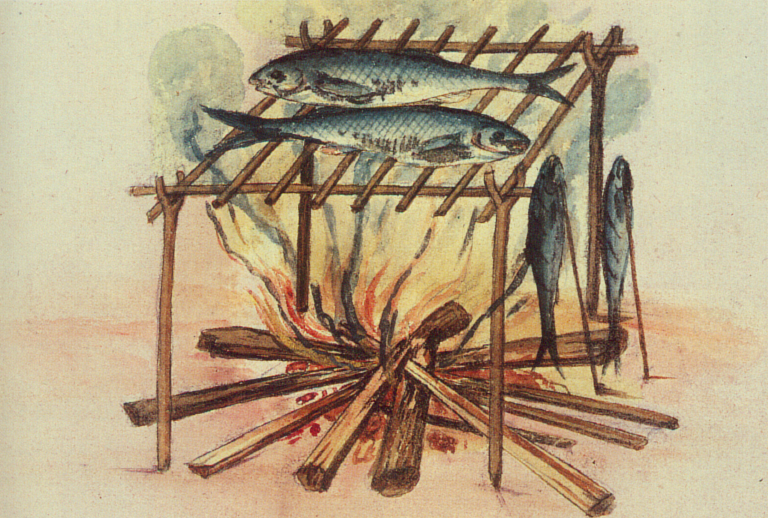
Equipment for curing fish used by the North Carolina Algonquins.
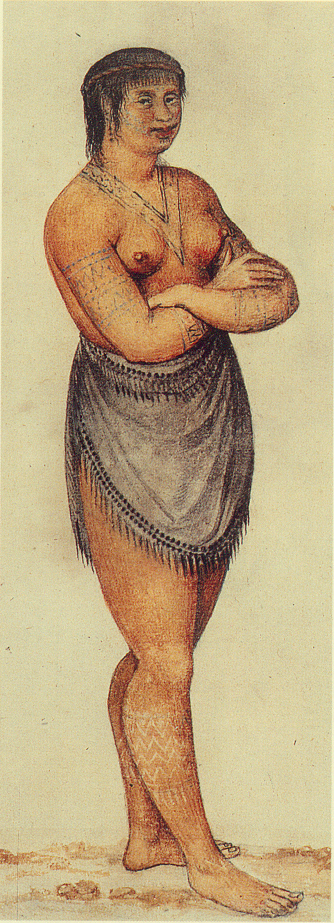
Woman of the Secotan-Indians in North Carolina. Watercolour painted by John White in 1585.
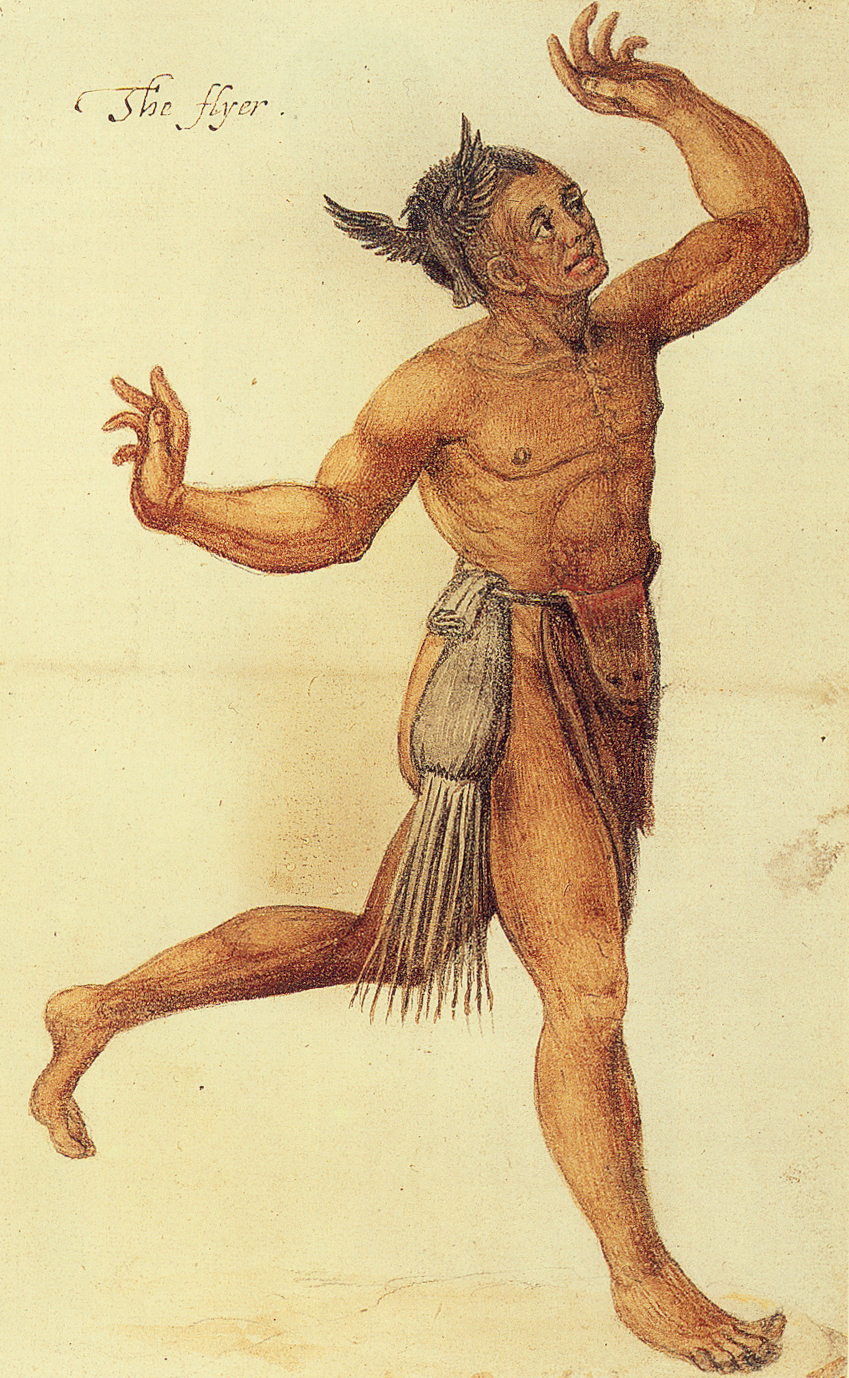
Man of the Secotan Indians in North Carolina. Watercolour painted by John White in 1585.
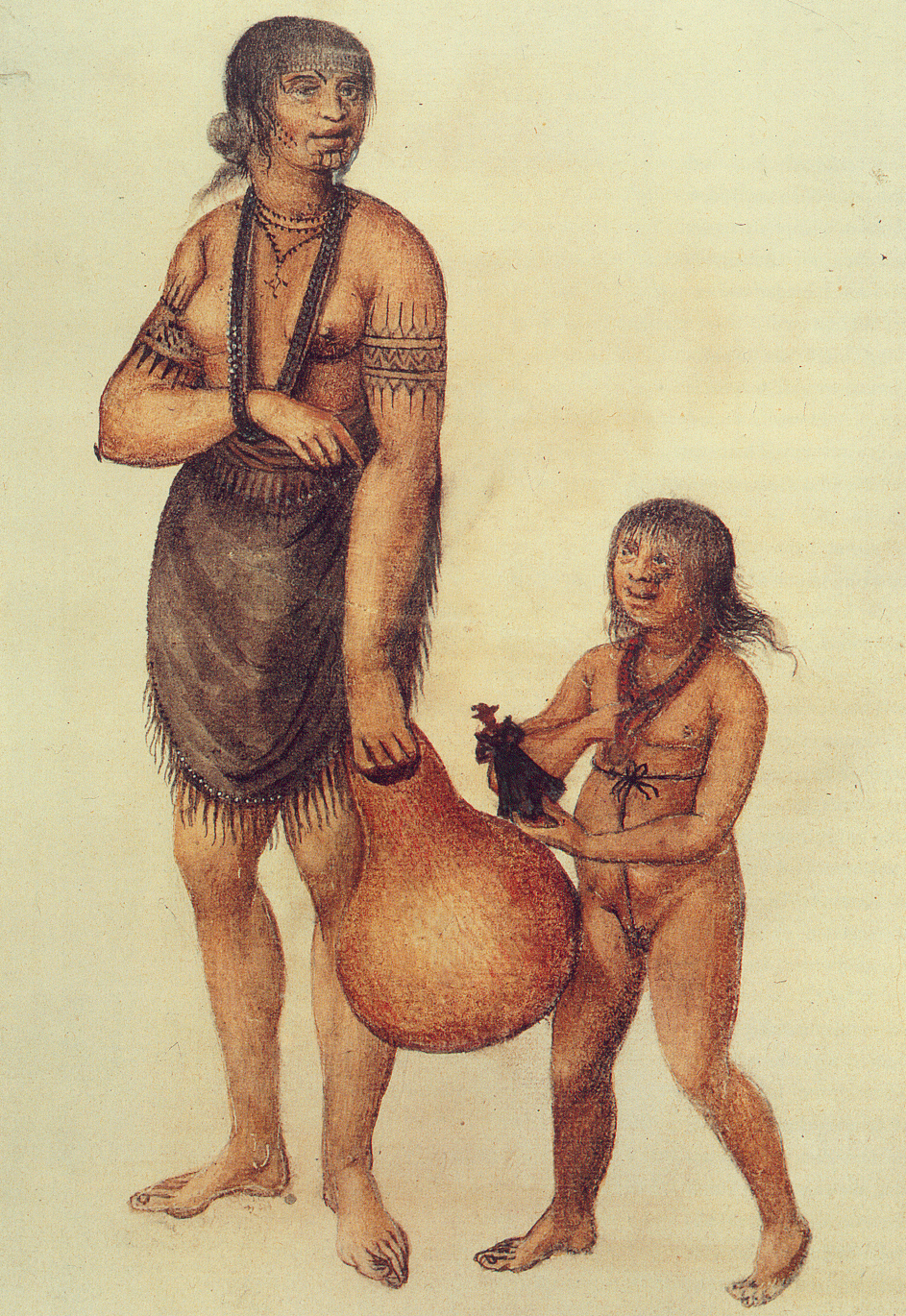
Mother and child of the Secotan Indians in North Carolina. Watercolour painted by John White in 1585.
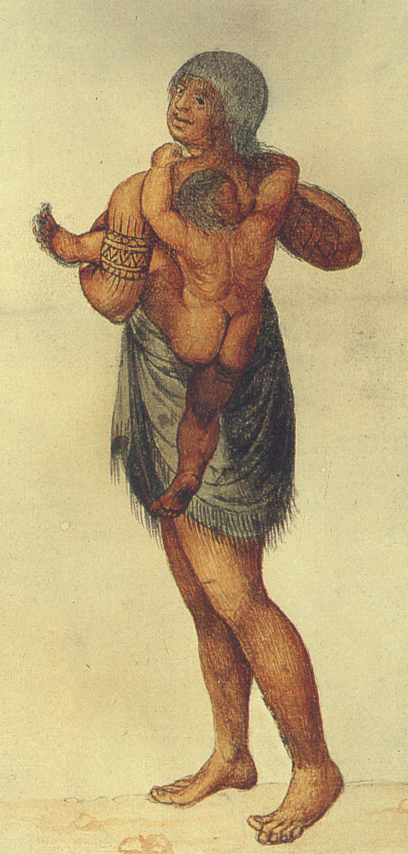
Mother and child of the Secotan Indians in North Carolina. Watercolour painted by John White in 1585.
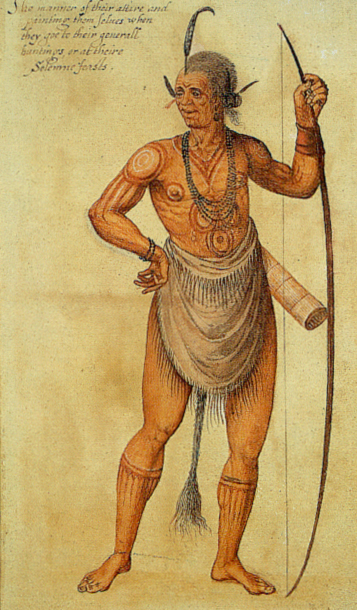
Warrior of the Secotan Indians in North Carolina. Watercolour painted by John White in 1585.
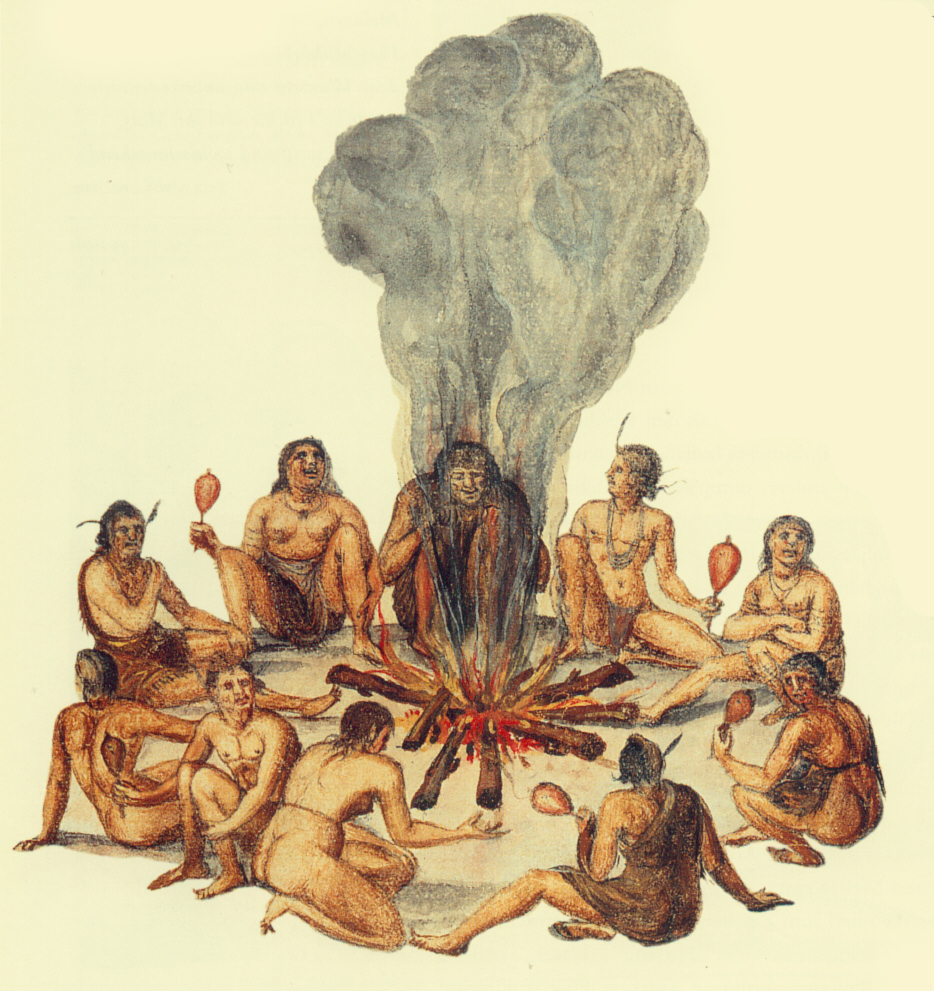
Ceremony of Secotan warriors in North Carolina. Watercolour painted by John White in 1585.
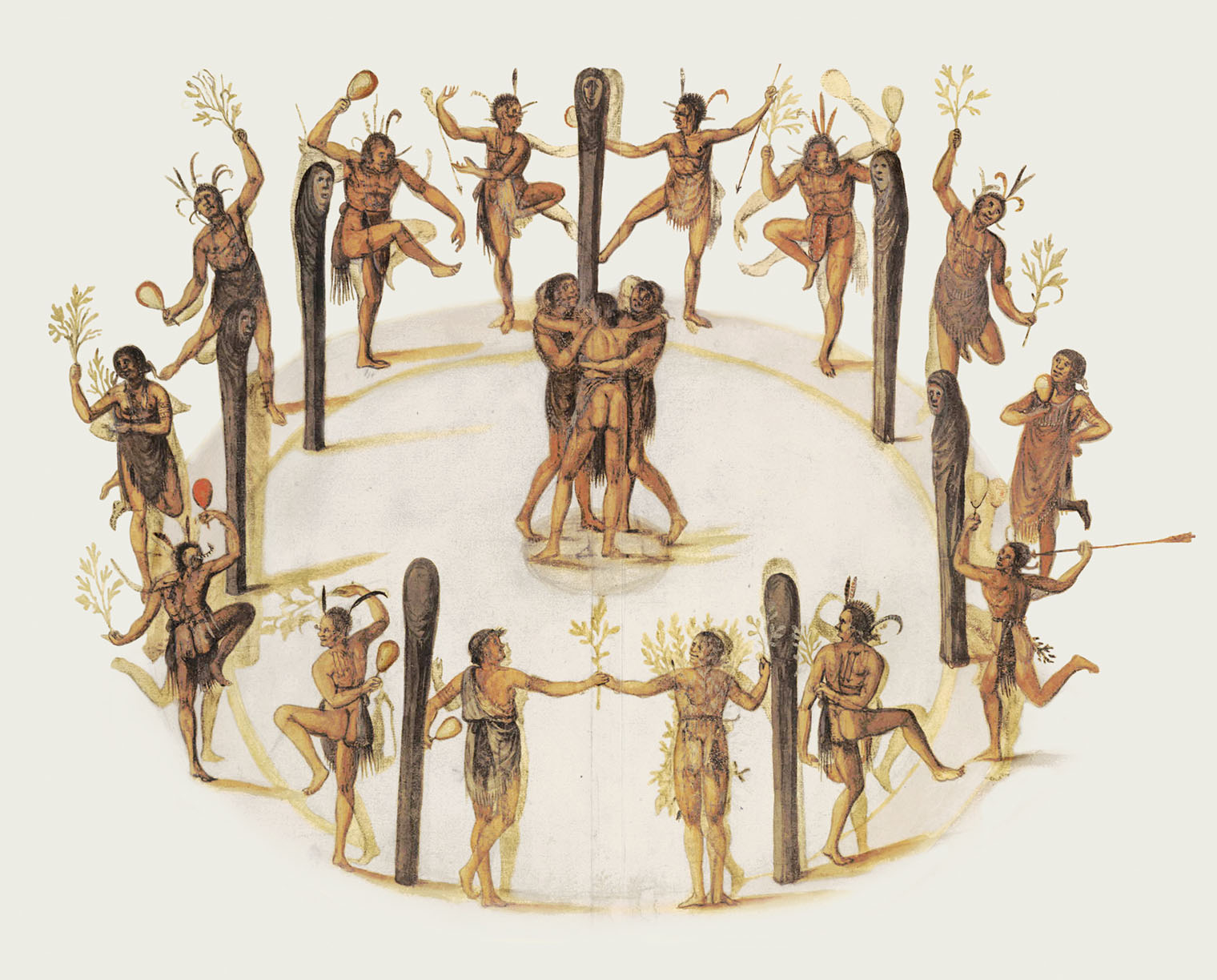
Watercolour by John White of Roanoke Indians
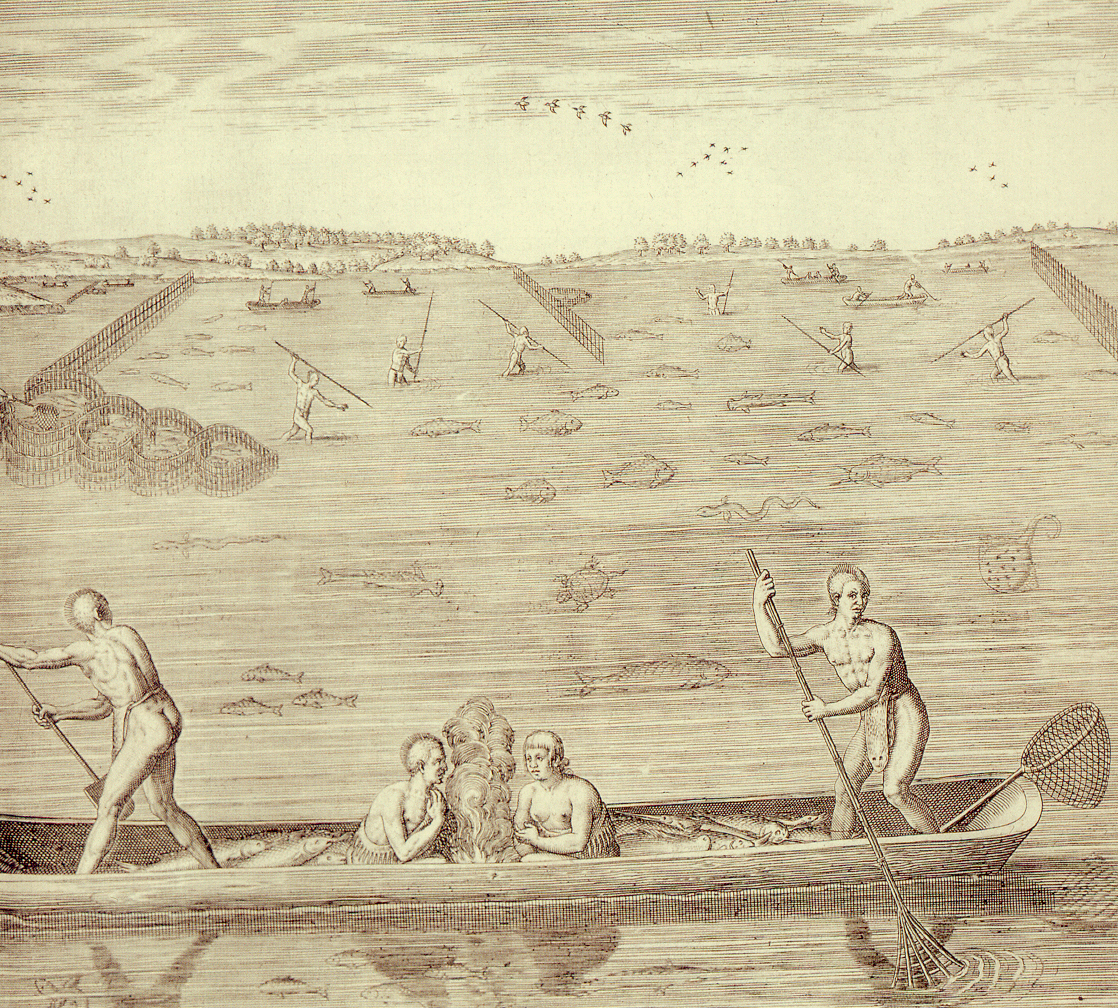
Engraving by Theodor de Bry after a watercolour painted by John White
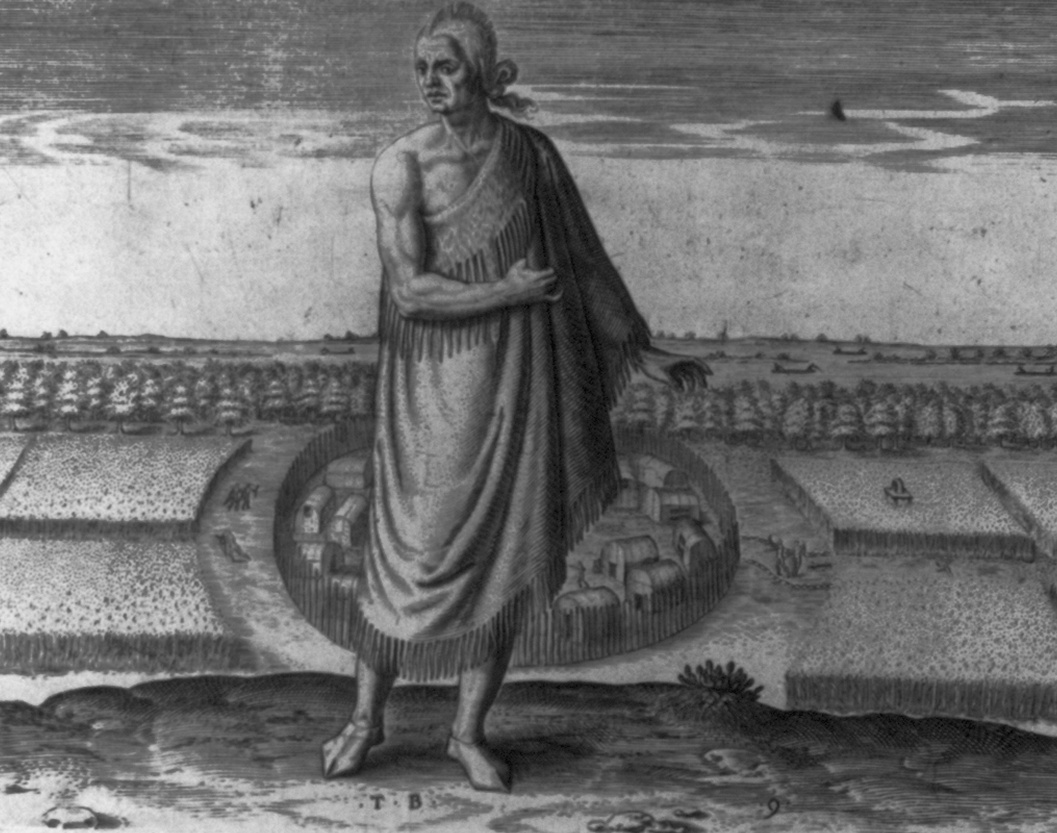
An aged Native man from Pomeiock, full-length portrait, facing front, wearing winter garment; landscape scene with village in the background.